# Список об'єктів, названих на честь Германа Мінковського
Наступне було названо на честь Германа Мінковського (лит. Hermanas Minkovskis, нім. Hermann Minkowski; 1864—1909) — німецького математика:
теореми
- Теорема Мінковського

інше
- Функціонал Мінковського
- Функція Мінковського
- Задача Мінковського
- Нерівність Мінковського
- Відстань Мінковського
- Простір Мінковського
- Розмірність Мінковського
- Сума Мінковського
- Результати Мінковського (Геометрія чисел)
- Крива Мінковського